# Dysmoropelia dekarchiskos
Dysmoropelia dekarchiskos — вид голубових.

## Етимологія
Назва роду походить з грецького dysmoros (нещасливий) плюс pelia (дикий голуб). Назва виду походить з грецького dekarches (в буквальному сенсі, лідер 10 чоловіків), а також чоловіче зменшувальне iskos.

## Поширення
Поширення: Острів Святої Олени. Відомий тільки з викопних останків. Імовірно вимер після колонізації острова в 1502 році. Полювання та введення хижаків, швидше за все, стало причиною зникнення.

## Морфологія
Великий представник голубових з невеликими крилами і великими добре розвиненими задніми кінцівками.